# Air One
Air One S.p.A., действовавшая как Air One «Smart Carrier» — упразднённая итальянская бюджетная авиакомпания со штаб-квартирой в городе Фьюмичино (Рим), дочернее предприятие флагманской авиакомпании страны Alitalia. Транзитными узлами перевозчика являлись аэропорт Пизы, аэропорт Венеции имени Марко Поло и аэропорт Катании Фонтанаросса. Полёты авиакомпании были прекращены в октябре 2014 года.
Непосредственно перед слиянием с Alitalia авиакомпания Air One была вторым по величине коммерческим авиаперевозчиком страны с маршрутной сетью, охватывавшей 36 пунктов назначения в Италии, Европе и Северной Америке. Хабами Air One в тот период являлись международный аэропорт имени Леонардо да Винчи в Риме, миланский аэропорт Линате и туринский международный аэропорт.
Название «Air One» происходит от итальянского слова «airone» («цапля»), английский вариант этого слова («heron») является позывным авиакомпании. Символическое изображение птицы расположено на официальной эмблеме Air One.

## История

### Ранние годы
Авиакомпания Aliadriatica была основана в 1983 году и начала свою деятельность в том же году с выполнения рейсов аэротакси и предоставления услуг по лётной подготовке пилотов других авиакомпаний. Позднее компания вышла на рынок регулярных региональных перевозок. В 1988 году основным владельцем собственности Aliadriatica стала одна из крупнейших в Италии строительных компаний «Gruppo Toto». В июне 1994 года авиакомпания получила свой первый Boeing 737-200, поставив его на регулярные и чартерные рейсы.
23 ноября 1995 года компания сменила официальное название на Air One и к концу года открыла регулярный рейс между Римом и Миланом. По итогам следующего года авиакомпания перевезла 713 тысяч пассажиров, имея тенденцию к росту объёмов перевозок как на регулярных, так и на чартерных направлениях.
В 2000 году руководство Air One сообщило о заключении партнёрского соглашения с немецкой авиакомпанией Lufthansa, согласно условиям которого почти все рейсы итальянского авиаперевозчика осуществлялись в рамках код-шеринга с Люфтганзой.
Начиная с июня 2006 года все рейсы по маршрутам региональных направлений стали выполняться под торговой маркой Air One CityLiner на новых лайнерах Bombardier CRJ-900.
В 2007 году услугами регулярных и чартерных рейсов Air One воспользовалось около 5,5 миллионов человек, по результатам этого года авиакомпания вышла на второе место в стране по объёму пассажирских перевозок после флагмана Alitalia. По итогам 2007 года оборот компании достиг 750 миллионов евро, чистая прибыль составила 6,8 миллионов евро.

### Слияние с Alitalia
В августе 2008 года Air One объявила о слиянии с национальной авиакомпанией Alitalia. 13 января следующего года после проведения соответствующих процедур Air One официально стала дочерним предприятием флагмана.
28 марта 2009 года завершилось действие партнёрского соглашения с Lufthansa, а 28 июня того же года закончились договоры с авиакомпаниями United Airlines и Air Canada по взаимному признанию накопленных миль в бонусных программа Mileage Plus и Aeroplan.
В конце 2009 года Alitalia и Air One закончили процедуру совмещения собственных систем управления заказами авиабилетов.
28 марта 2010 года авиакомпания Alitalia реорганизовала дочернее подразделение Air One в бюджетного перевозчика с торговой маркой Air One Smart Carrier с центром операций в миланском аэропорту Мальпенса. Первоначально лоукостер осуществлял полёты по девяти регулярным маршрутам внутри страны и пяти маршрутам за её пределами на самолётах Airbus A320 с пассажирскими салонами на 180 мест .
Во втором квартале 2010 года Air One Smart Carrier перевезла 320 000 пассажиров при средней заполненности салонов в 89 %.
2 февраля 2011 года руководство Air One Smart Carrier объявило об открытии с летнего сезона второго хаба в аэропорту Пизы. Всего за 2011 год услугами авиакомпании воспользовалось 1,6 миллионов человек. В том же году перевозчик открыл собственный веб-сайт.
21 декабря 2011 года Air One Smart Carrier сообщила об открытии третьего (аэропорт Венеции имени Марко Поло), а 1 октября следующего года — и четвёртого (аэропорт Фонтанаросса) хабов в целях расширения маршрутной сети регулярных перевозок.

### Прекращение деятельности
В конце августа 2014 года Alitalia объявила о ликвидировании Air One. Это решение было принято в рамках реструктуризации Alitalia с сокращением рейсов, флота и персонала, после того, как её акции перешли арабской авиакомпании Etihad Airways. 1 октября бренд Air One прекратил своё существование. Часть рейсов была передана материнской Alitalia. 30 октября 2014 года Air One полностью прекратил свои полёты.

## Маршрутная сеть
Маршрутная сеть регулярных перевозок авиакомпании Air One охватывает 34 пункта назначения в 15 странах Европы, Северной Африки и Северной Америки. Узловые аэропорты авиакомпании находились в Катании, Пизе, Палермо, Венеции и Вероне.
Air One выполняла рейсы и в Россию. Полёты осуществлялись в Москву, Санкт-Петербург, Самару и Ростов-на-Дону.

## Флот
До прекращения деятельности в эксплуатации у Air One находились 10 самолётов Airbus A320. На июль 2014 года средний возраст всего парка составлял 6,3 лет:

### Прежний флот
С начала образования в авиакомпании Air One эксплуатировались следующие типы воздушных судов: